# Bondeli (Patrizierfamilie)

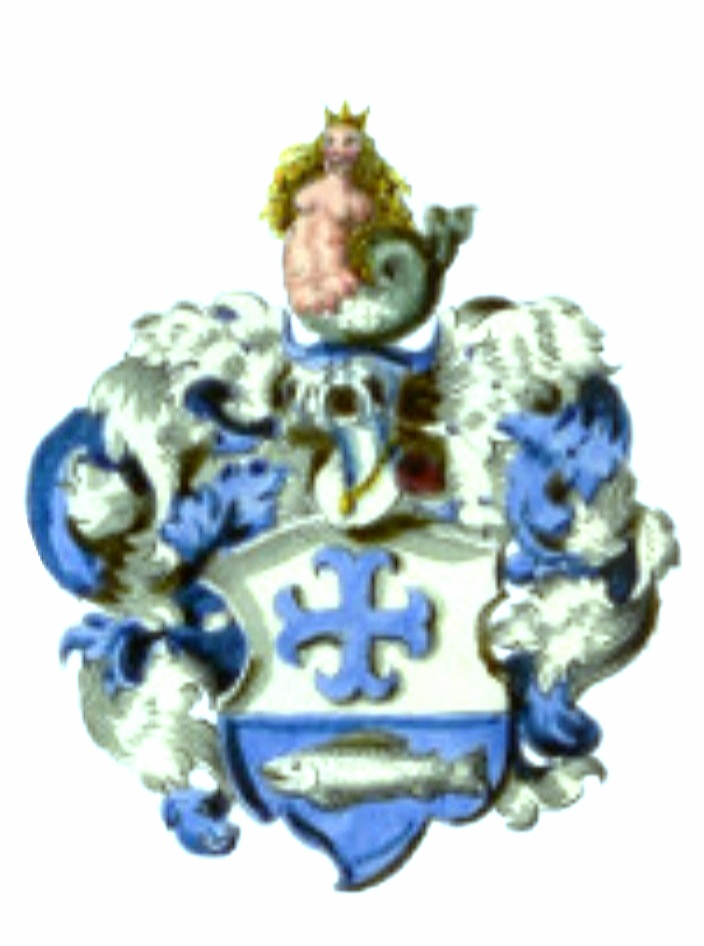
Wappen der Bondeli

Die Familie von Bondeli ist eine Berner Patrizierfamilie, die seit 1543 das Burgerrecht der Stadt Bern besitzt und der Gesellschaft zu Pfistern angehört.
Ausgenommen die Linie, die bereits 1703 vom preußischen König in den Freiherrenstand erhoben wurde, führt das regierende Geschlecht der Republik Bern das Adelsprädikat „von“ seit 1858, gestützt auf den Berner Grossratsbeschluss von 1783, welcher allen regimentsfähigen Geschlechtern das Führen des Adelsprädikats freistellte.

## Geschichte
Im 15. Jahrhundert ist die Familie um Bern ansässig. Während des ganzen 16. Jahrhunderts kommt der Name Bondeli, Puntely, Bundely usw. in den Tauf- und Eheregistern von Nidau und in vielen anderen Dokumenten aus dem nahe gelegenen Port vor. In dieser Zeit kamen Angehörige der Familie nach Bern und wurden dort in das Burgerrecht aufgenommen. Der erste urkundlich bekannte Inhaber der bernischen Burgerrechts war Erhard Bundely, Pfister (Bäcker) und Wirt im Weißen Kreuz, der 1542 bis 1557 als Mitglied des Großen Rats und 1556 als Stubenmeister zu Pfistern erscheint. Er war in erster Ehe mit Verena Armbruster und in zweiter Ehe mit Dorothea Schwinghard vermählt. Aus dieser zweiten Ehe hinterließ er neben mehreren Töchtern wahrscheinlich auch einen Sohn Johann (Hans), ebenfalls Pfister, Mitglied des Großrats 1568 und gestorben 1577. Die Stammfolge ist nicht ganz sicher, denn nach dem Osterbuch von 1568 musste Hans Bondeli als neues Mitglied des Großrats eine Gebühr von acht Pfund bezahlen, während alle anderen, deren Väter schon Mitglieder dieses Gremiums waren, nur sieben Pfund zu zahlen hatten. Andererseits geht aber aus den Ratsmanualen von 1571 deutlich hervor, dass Hans Bundelys Mutter Dorothea Bundely die Wirtin des Weißen Kreuz war.
Ganz sicher lässt sich die weitere Stammreihe auf diesen Hans Bundely zurückführen. Johann (Hans) Bundely heiratete 1559 Margaretha Hartmann. Ihr Sohn Erhard Bondeli wurde getauft am 21. Juni 1561, Mitglied des Großen Rats 1599 und starb 1604. Dieser Erhard gab das Gewerbe der Familie auf und erwarb als Offizier in Ungarn ein Vermögen. Zweimal verheiratet, hatte er in zweiter Ehe mit Elisabeth Walthard einen Sohn namens Jakob Bondeli, geboren am 17. Juli 1597, Lieutenant im schweizerischen Regiment von Mülinen. Jakob nahm 1620 am Feldzug gegen die Spanier im Veltlin teil. Sein Regiment wurde bei Tirano von 12 000 Spaniern überfallen und vollständig aufgerieben. „Mit Hauptmann Binder ich sampt sieben kam davon. Was Spaniens Schwert nicht macht, das hat die Pest gethan“ steht auf seinem Porträt. 1628 starb Jakob Bondeli in Bern an der Pest. Seiner 1618 mit Magdalena Amport geschlossenen Ehe entstammte Samuel Bondeli, geboren am 23. März 1626, seit 1651 Mitglied des Großen Rats und seit 1672 Mitglied des Kleinen Rats von Bern, wo er das Amt eines Seckelmeisters bekleidete. 1662 war Samuel Landvogt in Wangen und 1680 Landvogt in Lausanne. Aus seiner Ehe mit Anna Catharina Wild hinterließ Samuel vier Söhne: Simeon, Gabriel, Emanuel und Johann Erhard.

## Wappen
Das Wappen der Familie zeigt unter einem Ankerkreuz einen Felchen (frz. Bondelle). Das Freiherrenwappen von 1703 zeigt im gevierten Schild in den goldenen Feldern 1 und 4 den königlich preußischen Adler, in den blauen Feldern 2 und 3 das silberne Ankerkreuz.

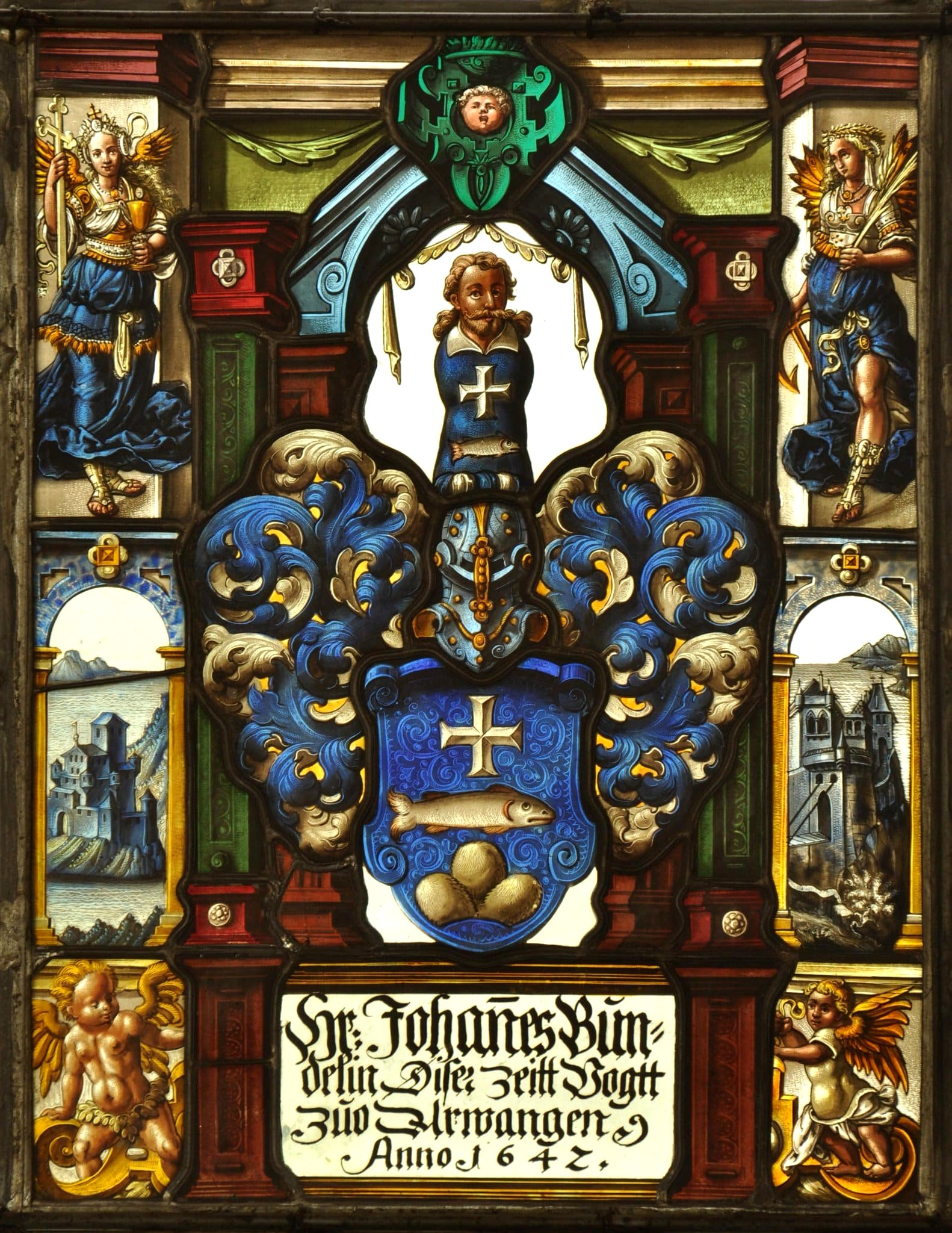
Wappenscheibe Johann Bondeli (Bundeli) von 1642
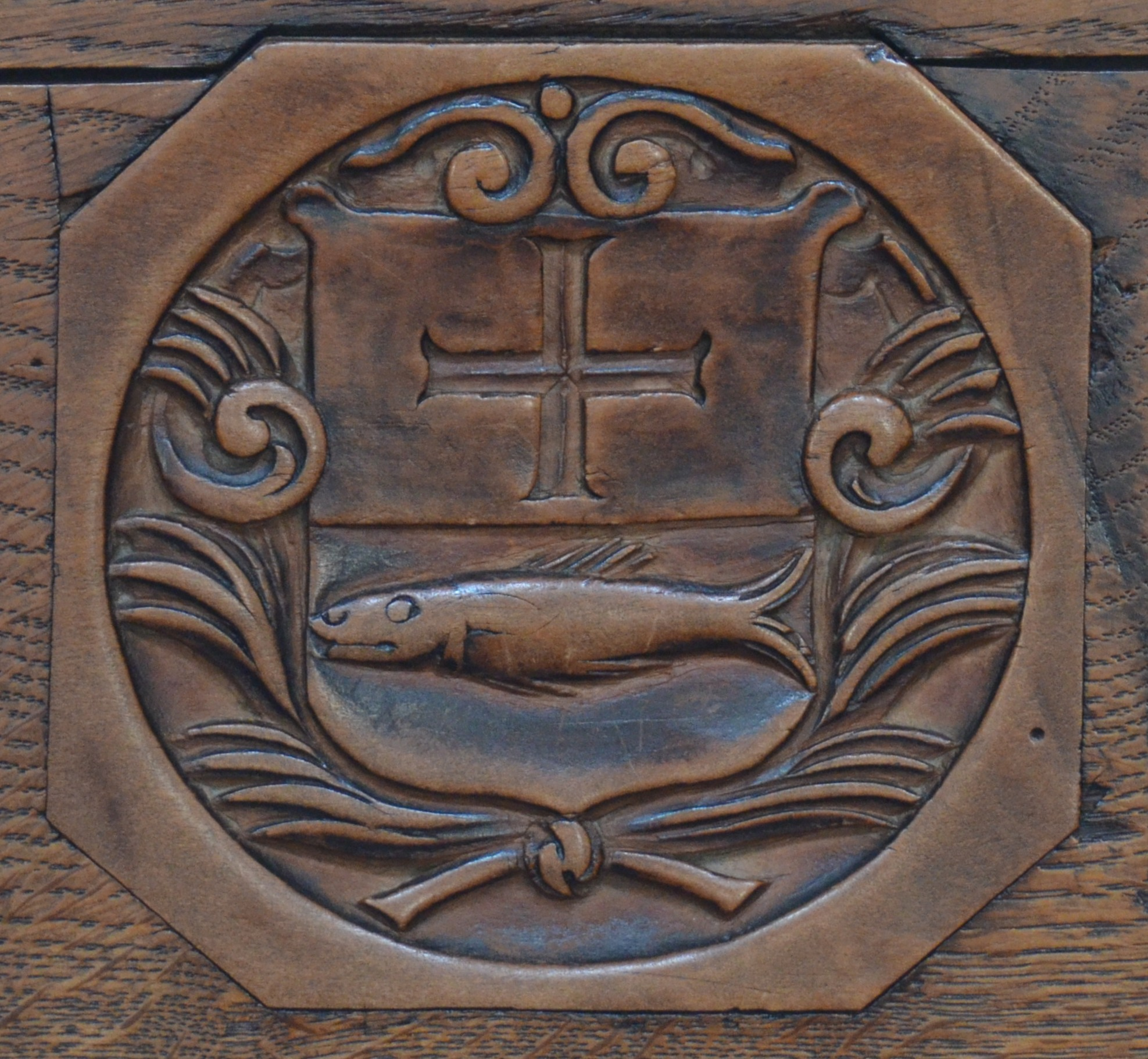
Berner Münster, Kirchenortschild mit Wappen Bondeli (um 1720)
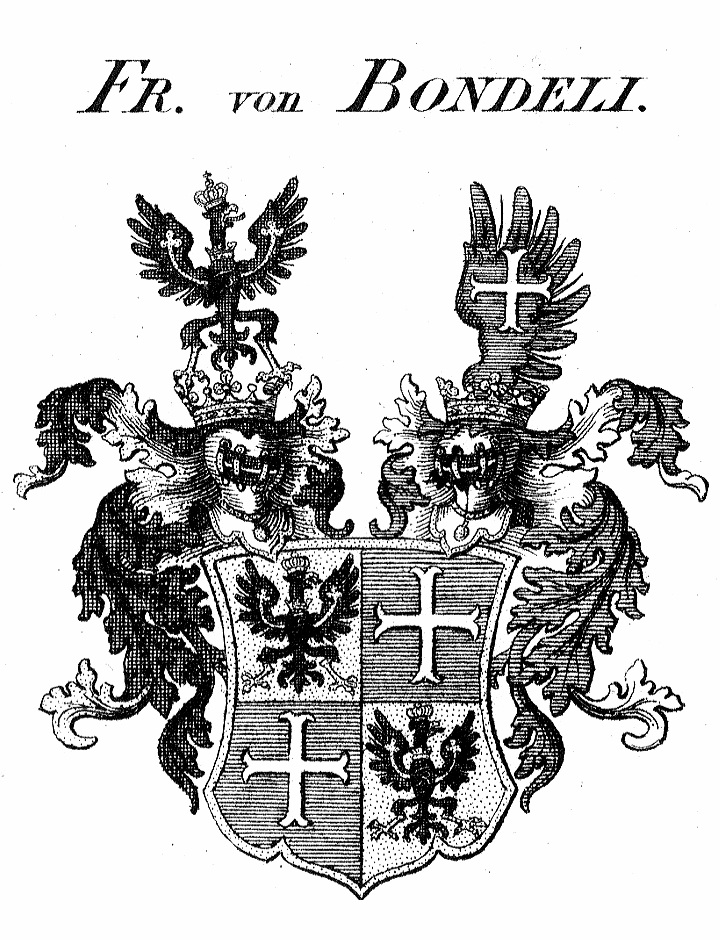
Freiherrenwappen von 1703

## Preußische Linie
Simeon und Emanuel Bondeli traten in kurbrandenburgische Dienste. Beide waren Kammerjunker am Hofe in Berlin. Gemeinsam mit seinem Bruder Emanuel hatte Simeon als Hof- und Legationsrat, später als Botschafter und Sonderbevollmächtigter wesentlichen Anteil an der Realisierung der preußischen Erbansprüche auf das Fürstentum Neuchâtel. 1703 wurden die Brüder Bondeli vom preußischen König als Freiherren in den Adelsstand erhoben. Nach einer langen diplomatischen Tätigkeit in Berlin und an verschiedenen europäischen Höfen kehrte Simeon von Bondeli 1709 nach Bern zurück. Dort übertrug ihm der Rat von 1707 bis 1723 die Pfründe eines Stiftschaffners. Im Alter von 76 Jahren ereilte ihn 1734 der Tod. Gabriel von Bondeli starb jung und unverheiratet. Johann Erhard von Bondeli ging ebenfalls nach Preußen und begründete dort eine preußische Linie der Familie. Er heiratete Veronika von Flanß, wurde Kommandant von Pillau und starb 1714. Sein Sohn Friedrich Julius, Oberamtmann zu Memel und Tapiau vermählte sich 1734 mit Charlotte Albertine von der Groeben. Aus dieser Ehe stammt ein Sohn Friedrich Albrecht, Lieutenant und später Capitain in den Regimentern Dohna und Syburg. Friedrich Albrecht starb unvermählt 1783. Mit ihm erlosch die Linie in Preußen. Allerdings 1893 wurde noch eine freiherrliche Linie, in Triest ansässig, geführt, die von (Karl August) Albrecht Freiherr von Bondeli († 1844), Hauptmann in königlich niederländischen Diensten, abstammte. Jener war ein Sohn von Ludwig Stephan Emanuel Freiherr von Bondeli († 1828), Herr zu Châtelard, Oberamtmann von Trachselwald, der ein Urenkel des Emanuel Bondeli war, der 1703 vom preußischen König mit seinen drei Brüdern in den Freiherrenstand erhoben wurde und königlicher Kammerjunker sowie Landvogt von Aubonne war.

## Personen
- Simeon von Bondeli (1658–1734), preussischer Gesandter in der Eidgenossenschaft und bei den Generalstaaten (Niederlande)
- Emanuel Bondeli (1660–1734), Professor der Eloquenz in Lausanne, Freiherr zu Le Châtelard
- Friedrich von Bondeli (1705–1761), Vater der Julie Bondeli
- Beat Heinrich von Bondeli (1708–1762), Staatsrechtler
- Julie Bondeli (1732–1778), Salonière